# Umělá inteligence v marketingu
Umělá inteligence v marketingu využívá technologie umělé inteligence k automatickému rozhodování na základě sběru dat, analýzy dat a dalších pozorování cílové skupiny nebo ekonomických trendů, které mohou ovlivňovat marketingové úsilí. Umělá inteligence se často používá v digitálním marketingu, kde je rychlost klíčová. Nástroje AI marketingu používají data a profily zákazníků k tomu, aby se naučily, jak nejlépe komunikovat s klienty, a poté jim posílat přizpůsobené zprávy ve správný čas, bez zásahu členů marketinkového týmu, což zajišťuje maximální efektivitu. Pro mnoho digitálních marketérů dnes umělá inteligence slouží jako doplňkový tým nebo k provedení více taktických úkolů, které vyžadují méně lidských nuance.

## Historie
Vznik umělé inteligence se připisuje vědcům, matematikům a filosofům. Jedním z nich je britský matematik Alan Turing, který si uvědomil, že počítače dokáží využít informace k identifikaci vzorů, což pomohlo řešit problémy a rozhodovat. Samotný termín "umělá inteligence" byl poprvé použit v roce 1956 Johnem McCarthyem na Dartmouthském letním výzkumném projektu na téma umělé inteligence (DSRPAI).
Využití v marketingu:
- Programatický nákup a doručování konverzí
- Rozpoznávání obrázku
- Tvorba obrázků
- AI Chatbot
- Identifikace emocí
- Analýza ideálního zákazníka pro produkty a služby.
- Obsahový marketing, např. tvorba marketingových textů.

Většina těchto marketingových nástrojů pracuje nezávisle v rámci specifických oblastí marketingu. Výzvou je propojení jednotlivých nástrojů za účelem vytvoření komplexního marketingového řešení. Některé nástroje, jako například Jasper AI nebo GuideGlare, však již nyní pokrývají více marketingových oblastí současně.

## ChatGPT
ChatGPT je jazykový model vytvořený společností OpenAI, který byl vyvinutý k sledování velkého množství textu z internetu, což mu umožniloe generovat přirozenou řeč a odpovídat na různé dotazy s vysokou přesností. Jedním z hlavních využití ChatGPT je v oblasti marketingu. Model lze využít k automatickému tvorbě obsahu, jako jsou například blogy, sociální příspěvky či k tvorbě reklamní kampaně, formou e-mailů či chatbotů pro zákaznickou podporu. Kromě toho ChatGPT umožňuje personalizaci obsahu pro konkrétní cílovou skupinu, který dokáže pomocí analýzy dat uživatelů generovat obsah, který je relevantní pro konkrétní cílovou skupinu. Využívá se i v oblasti analýzy textu, k automatickému rozpoznávání emocí či klasifikaci textu do různých kategorií. Využití nalezne i při automatickém třídění nebo filtrování velkého množství dat.
Nejnověji se ChatGPT používá k vytvoření virtualních asistentů nebo chatbotů, kteří dokáží komunikovat s lidmi přirozenou řečí. Tyto chatboty mohou být použity například pro zákaznickou podporu nebo pro automatizaci pracovních procesů.
Vzhledem ke své schopnosti generovat přirozenou řeč a analýzy textu, je ChatGPT výkonný jazykový model a jeho využití v marketingu je stále rostoucí. Společnost OpenAI také nabízí API pro snadné použití tohoto modelu pro různé aplikace.

## Midjourney
Midjourney je program na generování obrázků, který lze využít k usnadnění a zefektivnění práce v oblasti marketingu. Ve svém důsledku je schopný ušetřit náklady grafického oddělení a v oblasti video produkce, kde je možné generovat storyboardy a další podklady pro video obsah.

## Integrace AI v marketingu
Mezi hlavní výzvy při zavádění umělé inteligence do procesů v marketingu patří správně nastavení cílů a očekávání, které AI přinese. Dále zakomponování standardů vyplývajících z úpravy zpracování osobních údajů GDPR, včetně výstupů AI ve vztahu k autorské legislativě. Kvalita dat a jejich vkládání do nástrojů AI z různých interních (CRM) i externích zdrojů. V neposlední řadě pak zajištění lidských zdrojů, především v oblasti Informačních technologií, schopných s umělou inteligencí pracovat.
Proces integrace lze usnadnit tvorbou procesů, které nekladou nároky na zaměstnance, kteří s umělou inteligencí pracují, a nekladou nároky ani na vkládaná data.